# Міхрувек
Міхрувек (пол. Michrówek) — село в Польщі, у гміні Пневи Груєцького повіту Мазовецького воєводства.
Населення — 153 особи (2011).
У 1975-1998 роках село належало до Радомського воєводства.

## Демографія
Демографічна структура станом на 31 березня 2011 року:
|          | Загалом | Допрацездатний вік | Працездатний вік | Постпрацездатний вік |
| -------- | ------- | ------------------ | ---------------- | -------------------- |
| Чоловіки | 72      | 16                 | 50               | 6                    |
| Жінки    | 81      | 16                 | 51               | 14                   |
| Разом    | 153     | 32                 | 101              | 20                   |